# Mictlantecuhtli
Mictlantecuhtli, (na língua nahuatl Senhor do Lugar da Morte), marido de Mictecacihuatl, é um deus do povo mesoamericano pré-hispânico asteca, governante da camada mais profunda do submundo, denominada Mictlan, e também é o deus regente do signo do Cão no horóscopo asteca, representado como uma pessoa vestindo uma caveira com dentes salientes, ou como um esqueleto, representado simbolicamente pelos seguintes animais: aranha, coruja e morcego.
Mictlantecuhtli tem o papel de zelar pelos ossos dos mortos e presidiu ao longo dos antigos festivais dos mortos, evoluindo da tradição asteca para o Dia dos Mortos moderno, após síntese com tradições culturais espanholas.
Segundo a lenda, os mortos, ao entrar no reino de Mictlan, tem sua carne lavada dos ossos por uma ventania de facas. O único alimento no Mictlan eram cobras venenosas.